# Urbán Gyula
Urbán Gyula (Székesfehérvár, 1938. május 24. – Budapest, 2025. március 31.) magyar író, költő, bábrendező.

## Élete
Édesapja, a római katolikus polgári származású biharkeresztesi születésű Urbán Gyula (1904–1978) erdőmérnök, kultúrmérnök, édesanyja nemes Ódor Mária, aki baracskai kisnemesi földbirtokos család sarja volt. Apai nagyszülei a bárándi születésű Urbán József (1865–†?), vasúti őr, és a püspökladányi születésű Nagy Julianna (1867–†?) voltak. Anyai nagyszülei nemes Ódor Lajos (1861–†?), baracskai közbirtokos és Pál Julianna (1869–1925) voltak. Anyai ősapja a református vallású nemes Ódor Péter (1758–1808) elköltözött Pátkáról Baracskára, ahol 1800. január 16-án feleségül vette a helybeli nemes Szőke Erzsébet (1766–1828) kisasszonyt. Apai dédszülei Urbán József, vasúti őr, bódés az 5. bárándi őrháznál, és Rákosy Ágnes (1844–†?) voltak. Anyai dédszülei nemes Ódor Pál (1832–†?), baracskai földbirtokos, és Naszályi Erzsébet asszony (1836–1928) voltak. Urbán Gyula gyakran merít ihletet édesanyja birtokos nemesi családjától eredendő miliőből.
Bábos pályáját az Aurora Művészegyüttesben kezdte. 1963-ban szerzett diplomát a prágai Művészeti Akadémia bábrendező–dramaturg szakán, majd az Állami Bábszínházhoz szerződött, ahol rendezőként dolgozott 1963-1992 között. Első nagy sikere a Rosszcsont Peti (1963) volt, mely interaktív jellegével újító előadásnak számított. Olyan klasszikus történeteket vitt színre, mint Arany János Toldija, Petőfi Sándor János vitéze, vagy Homérosz történetéből: Odüsszeusz a tengerek vándora. 1969-től a Magyar Rádiónak írt és rendezett gyermekdarabokat. 1975-től a Magyar Televízió számára is készített gyermekdarabokat. 1979-1980 között Venezuelában volt vendégprofesszor, majd Dániában tanított esztétikát és babjátékot.
1992-től a Budapest Bábszínház rendezője. Nevéhez fűződik a máig népszerű Minden egér szereti a sajtot című mesejáték, amelyet 1994-ben a Budapest Bábszínházban is színpadra állított Orosz Klaudia látványvilágával. Számos bábjátékát és színművét mutatták be színházakban, televízióban és rádióban egyaránt. Emellett rendszeresen jelentkezett verseskötetekkel is. Urbán Gyula a magyar bábművészet megújítójaként évtizedeken át meghatározó szerepet játszott az Állami és a Budapest Bábszínház életében. Rendezései generációk számára jelentettek felejthetetlen élményt.

### Házassága és leszármazottjai
Felesége dr. Lux Judit spanyol tanár, egyetemi docens, akinek a szülei dr. Lux Gyula Kálmán (1916–2003) jogász, magyar királyi honvédelmi miniszteri tanácsos és a kisnemesi származású polonkai Hreblay Katalin (1924–2013) voltak. Urbán Gyuláné dr. Lux Juditnak az apai nagyszülei dr. Lux Gyula (1884–1957) tanár, nyelvész, a dobsinai és dél-szepesi német kultúra jeles kutatója, és a régi dobsinai ágostai hitvallású buléner polgári származású Gömöry családból való Gömöry Irén (1888–1958) voltak. Az anyai nagyszülei polonkai Hreblay Lajos (1892–1945), budapesti gimnáziumi igazgató, tanár, és Mikosevics Adrienne (1891–1969) tanárnő voltak. Lux Gyuláné Hreblay Katalinnak az anyai nagyapja dr. Mikosevics Kanut (1860–1916), országgyűlési képviselő volt. Urbán Gyula és dr. Lux Judit házasságából két fiúgyermek született.

## Színházi munkái

### Szerzőként
- Hupikék Péter (1962, 1965, 1986, 2003) (rendező is)
- A kacsalaki rejtély (1966, 1970, 1982, 2000) (rendező is)
- A tetőn dolgoznak! (1970)
- Aki néző akar lenni (1971)
- Kompozíció (1972) (rendező is)
- Tündér Ilona (1973)
- Les petits riens (Kis semmiségek) (1975) (rendező is)
- A két kicsi pingvin (1977-1978, 1984)
- Falun (1980) (rendező is)
- Itt a piros, hol a piros! (1983)
- Kaméleon (1984)
- La Campanella (1986) (rendező is)
- Szerelmi álmok (1986) (rendező is)
- Minden egér szereti a sajtot (1987, 1994, 1997, 2004-2006, 2008, 2010) (rendező is)
- Az állatok farsangja (1989)
- Betlehem ajándéka (1992) (rendező is)
- A nagy bújócska (1993) (rendező is)
- Karnevál (1993) (rendező is)
- Párnamesék (1997) (rendező is)
- Rosszcsont Peti kalandjai (1999, 2005) (rendező is)
- Sampucli, az irigy perselymalac, avagy az árva nagyanyó (2006, 2010) (rendező is)
- Ilyenek az állatok (2010) (rendező is)

### Színészként
- Fazekas Mihály: Lúdas Matyi....
- Arany János: Toldi....Ajtónálló
- Balázs-Szilágyi: A fából faragott királyfi....A fából faragott
- Becht: A kispolgár hét főbűne....Impresszárió

### Rendezőként
- Pehr-Spačil: Rosszcsont Peti (1964)
- Hárs László-Fazekas Mihály: Lúdas Matyi (1966-1967, 1986)
- Kormos István: Bohóc rókák és egyéb mókák (1968)
- Bálint Ágnes: Az elvarázsolt egérkisasszony (1968)
- Teofilov: Mese az aranyalmáról (1970)
- Lifsic-Kicsanova: Az obsitos és a hegyisárkány (1970)
- Illyés Gyula: Tűvé-tevők (1973, 1975)
- Pocci: A varázshegedű (1973, 1975)
- Kazys Saja: A manók ajándéka (1974)
- Tóth Eszter: Csizmás Kandúr (1975, 1983, 1986)
- Lifsic-Kicsanova: A titokzatos jóbarát (1977, 1985)
- Benedek András: Az aranytollú madár (1980)
- Arany János: Toldi (1981, 1985)
- Homérosz: Odüsszeusz, a tengerek vándora (1982)
- Pápa Relly: Dani Bogárországban (1983)
- Petőfi Sándor: János vitéz (1983)
- Koczogh Ákos: Kalevala – Észak fiai (1984)
- Brecht: A kispolgár hét főbűne (1985)
- Hegedűs-Tarbay: A csodaszarvas népe (1985)
- Őrsi Ferenc: A tenkes fia (1987)
- Szilágyi Dezső: Rámájana (1989)
- Tóth Judit: A repülő kastély (1989)
- Ignácz Rózsa: Tündér Ibrinkó (1991)
- Békés Pál: A kétbalkezes varázsló (1992)
- Horgas Béla: Sétikáló (1994)
- Gábor Éva: Marcipán cica meg az oroszlánság (1998)
- Madách Imre: Az ember tragédiája (1999)
- Beckett: Godot-ra várva (2006)

## Filmjei
- Kinizsi
- Varázsműhely (13 rész)
- Minden egér szereti a sajtot (1981)

## Hangjátékok
- Röffencs, az irigy perselymalac (1975)
- Minden egér szereti a sajtot (1975)
- Ping és Pong, a két kicsi pingvin
- Cérnababa
- Olgeborge kapitány
- Tündér Ilona

## Művei
- Apokrif krónika (versek, 1970)
- Családi vadászat (versek, 1974)
- Centi (gyermekregény, Tarbay Edével, Marék Veronikával, 1977)
- Centi barátai (gyermekregény, Tarbay Edével, Marék Veronikával, 1980)
- Jelentések könyve (kisregény, 1990)
- Dávid (versek, 1991)
- Levelek egy pusztuló kertből (regény, 1993)
- Bováriné én vagyok (novellák, 1999)
- Minden egér szereti a sajtot. Családi meseregény; Kertek, Budapest, 2000
- A kacsalaki rejtély. Nyomozókönyv kisiskolásoknak; Kráter Műhely Egyesület, Pomáz, 2000
- A hamburgi kaszárnya. Regény; Novum, Sopron, 2008
- Sampucli, az irigy perselymalac. Családi kisregény; Littera Nova, Budapest, 2009 (Sophie könyvek)
- Szupermanus. Családi meseregény; Littera Nova, Budapest, 2010 (Sophie könyvek)
- A tengerkék színű kiskutya története; Ulpius-ház, Bp., 2014
- Kolumbusz utolsó utazása; Kráter, Pomáz, 2017
- Úrvacsora. Verses imakönyv; utószó Zalatnay István; Luther, Budapest, 2019
- Ping és Pong, a két kicsi pingvin; Kráter, Pomáz, 2019
- Anyám a lóban avagy Bevezetés a megöregedésbe; Püski, Budapest, 2022
- A siket ember háza; Püski, Budapest, 2022
- Orvosaim; Üveghegy, Százhalombatta, 2023

## Díjai
- A Magyar Köztársasági Érdemkereszt (1998)
- Séd Teréz gyűrű (2013)
- A LEGJOBB RENDEZŐ (Jakarta)
- A LEGJOBB RENDEZŐ (Jereván)

## Külső hivatkozások
- Magyar színházművészeti lexikon
- Életrajza a Gyermekszínház honlapján
- Adatlapja a Budapest Bábszínház honlapján[halott link]
- Kortárs magyar írók
- Urbán Gyula a PORT.hu-n (magyarul)
- Urbán Gyula az Internet Movie Database oldalon (angolul)
- Filmkatalógus.hu
- Színházi adattár. Országos Színháztörténeti Múzeum és Intézet. (Hozzáférés: 2025. augusztus 15.)